# Henri Paris (militaire)
Pour les articles homonymes, voir Henri Paris.
Henri Paris, né le 9 août 1935 à Neuilly-sur-Seine et mort le 24 mai 2021, est officier général français en deuxième section, membre du Parti socialiste, président du club politique de réflexion Démocraties.

## Biographie
Né en 1935 en Île-de-France, Henri Paris est un saint-cyrien.
Devenu opérationnel, il sert notamment dans les troupes aéroportées et la Légion étrangère et, à ce titre, participe à la campagne d'Algérie. Il devient ensuite attaché militaire adjoint à l’ambassade de France en Tchécoslovaquie, mais ne souhaite pas poursuivre dans cette voie.
Il obtient une licence de russe en Sorbonne et un diplôme de tchèque aux langues orientales, des certificats d'économie politique à l'université Charles de Prague (du temps du régime communiste) ainsi que le diplôme de l'Institut d'études politiques de Paris. Il est lauréat du prix Vauban pour Stratégie américaine et soviétique publié en 1980. Il est ensuite le conseiller du Premier ministre Pierre Mauroy en 1981-1982. Puis il dirige la Délégation aux études générales, organisme chargé d'élaborer la prospective de la défense en matière de stratégie et de politique militaire.
Entre 1988 et 1991, il est le conseiller de deux ministres de la Défense, Jean-Pierre Chevènement et Pierre Joxe. Il commande ensuite, de 1991 à 1993, la 2e division blindée (2e DB). Continuant à mener en parallèle des activités militaires et des études, il soutient une thèse de doctorat d'histoire à l'université Panthéon-Sorbonne, intitulée Le Pacte de Varsovie en action, sous la direction de l'historien René Girault, tout en commandant cette 2e DB.
Quittant le service actif avant la limite d'âge, il devient conseiller militaire de l'entreprise GIAT industries de 1993 à 1996. Il poursuit sa réflexion dans les domaines de stratégie et de défense, écrit divers essais tout en s'essayant à un roman historique.
Professeur dans une école de journalisme et conférencier sur des sujets touchant la stratégie, les Affaires étrangères et la vie politique, il a exercé aussi une activité de conseil auprès des entreprises. Il a présidé pendant une vingtaine d'années un club de réflexion politique, Démocraties.
Il est mort le 24 mai 2021 à Suresnes, dans le département de Hauts-de-Seine, à l’âge de 85 ans.

## Carrière
- Légion étrangère, troupes aéroportées et troupes mécanisées
- Attaché militaire adjoint près l'ambassade de France en Tchécoslovaquie
- Secrétariat général de la Défense nationale
- Centre de prospective et d'évaluation
- Conseiller au Cabinet du Premier ministre, Pierre Mauroy (1981-1982)
- Commandant le 46e RI (stationné à Berlin)
- État-Major de l'Armée de terre
- Professeur à l'École supérieure de guerre interarmées
- Chargé de mission et délégué aux études générales - Cabinet des ministres de la Défense Jean-Pierre Chevènement et Pierre Joxe (1988-1991)
- Commandant la 2e division blindée (1991-1993)
- Quitte le service actif - Conseiller militaire à GIAT-Industries (1993-1996)
- Consultant

## Publications
- Stratégie militaire soviétique et américaine (prix Vauban 1981), FEDN Sept Couleurs.
- Les Fondements doctrinaux de la stratégie soviétique, en collaboration avec les membres du Groupe d'études et de recherche sur la stratégie soviétique - FEDN, Sept Couleurs.
- Le Niveau de vie en Tchécoslovaquie.
- Le Pacte de Varsovie en action. Thèse de doctorat, mention très honorable avec félicitations du jury.
- Stratégie soviétique et chute du pacte de Varsovie - Publications de la Sorbonne - 1995.
- L'Atome rouge -  l'Harmattan - 1996.
- L'Arbalète, la pierre à fusil et l'atome  - Albin Michel - 1997.
- Vers une armée citoyenne - Direction d'un ouvrage collectif - L'Harmattan - 1998.
- Cent complots pour les Cent-jours - L'Harmattan  - 2001
- USA : échec et mat - Édition Jacques-Marie Laffont – 2004
- Le pétrole tue l’Afrique – Édition Des Riaux - 2007
- Ces guerres qui viennent - Edition Me Fantascope - 2011
- L'Oncle Sam et le Mandarin - Edition NUVIS - 2013

## Activités d'enseignement et de recherche
- Chargé de cours de relations internationales à l'École supérieure de journalisme de Paris et aux Écoles des hautes études internationales et politiques.